# Dan Tomlinson
Daniel Mark Tomlinson est un homme politique du Parti travailliste britannique qui est député de Chipping Barnet depuis 2024. 

## Éducation et carrière
Tomlinson fait ses études à la Wood Green School de Witney, dans l'Oxfordshire, et étudie la philosophie, la politique et l'économie à l'Université d'Oxford. Tomlinson travaille pour le Trésor et pour la Resolution Foundation entre 2015 et 2022, et devient économiste principal pour la fondation. Il travaille également à la Fondation Joseph Rowntree. Il est élu député, battant la députée sortante du Parti conservateur, Theresa Villiers.